# Alois Loidl
Alois Loidl (* 6. April 1945 in Ebensee, Oberösterreich) ist ein österreichischer Physiker und seit 1996 Professor an der Universität Augsburg.

## Leben
Loidl studierte an der TH Wien Technische Physik. Nach der Graduierung zum Diplom-Ingenieur (1971) arbeitete er am Institut für Kernphysik der Universität Frankfurt/M. Von dort aus wechselte er nach der Promotion (1976) an die Universität Mainz, wo er 1981 habilitierte.
In seiner Mainzer Zeit war Loidl Gründungsmitglied zweier DFG-Sonderforschungsbereiche – partiell auch in Sprecherfunktion – sowie zeitweise Vorsitzender des Instituts für Physik.
Nach zwei abgelehnten Rufen an die Universitäten Missouri-Columbia und Hannover folgte er 1991 einem dritten auf einen Lehrstuhl am Institut für Physik der TH Darmstadt. 1994 absolvierte Loidl einen Forschungsaufenthalt am Chemistry Department der University of Arizona (Tempe/Phoenix), im selben Jahr wurde er 1. Sprecher des Sonderforschungsbereichs 252 (bis 1996) und ab 1995 war er Geschäftsführender Direktor des Instituts für Festkörperphysik der TH Darmstadt.
1996 wurde Loidl auf den Lehrstuhl für Experimentalphysik V – einen der drei damals neu eingerichteten Lehrstühle des Augsburger Physik-Schwerpunktes „Elektronische Korrelationen und Magnetismus“ – berufen. Bevor er 2003 erstmals als Prorektor für Hochschulplanung ins Leitungsgremium der Universität Augsburg gewählt wurde, war er u. a. Dekan und Senator der Mathematisch-Naturwissenschaftlichen Fakultät und Umweltbeauftragter des Senats. Loidl hatte vier zweijährige Amtszeiten als Prorektor bzw. Vizepräsident inne, bevor er von August 2010 bis September 2011 als Ständiger Vertreter des Präsidenten die Universität Augsburg leitete. Als solcher hat er auch das Projekt Augsburg Innovationspark vorangetrieben. Zudem war der Aufbau einer achten Fakultät für Ingenieurwissenschaften eines seiner erklärten Ziele. Von 2008 bis 2013 war Loidl „Editor in Chief“ des European Physical Journal B. Von 2012 bis 2017 war Alois Loidl Sprecher des DFG-Sonderforschungsbereichs Transregio 80 „Von elektronischen Korrelationen zur Funktionalität“ und von 2015 bis 2021 auch Sprecher einer DFG geförderten chinesisch-deutschen Kooperation über "Emergent Correlated Materials" mit den Standorten Hangzhou, Beijing, Frankfurt am Main und Augsburg.

## Forschung
Die Forschungstätigkeit von Loidl erstreckt sich auf eine Vielzahl von Bereichen der Physik kondensierter Materie. Hierbei kommen in seiner Arbeitsgruppe vor allem verschiedene Methoden der Spektroskopie an kondensierter Materie zur Anwendung, insbesondere Neutronenstreuung, Elektronen- und Kernspinresonanz, breitbandige dielektrische Spektroskopie, sowie Terahertz- und Infrarotspektroskopie.
Die Forschungsthemen, auf die sich Loidl und sein Team am Lehrstuhl für Experimentalphysik V konzentrieren, sind den Bereichen elektronische Korrelationen und Magnetismus, Physik des Glasübergangs, neue elektronische Materialien für zukünftige Anwendungen sowie biologische Physik zuzurechnen.
Seine wichtigsten Arbeiten betreffen:
- Die Relaxationsdynamik von unterkühlten Flüssigkeiten, plastischen Kristallen und Orientierungsgläsern. Die Anwendung dielektrischer Spektroskopie in einem ungewöhnlich breiten Frequenzbereich von nahezu 20 Dekaden erlaubte eine detaillierte Charakterisierung der Vielzahl dynamischer Prozesse in glasbildender Materie. Diese sind im sogenannten Lunkenheimer-Loidl-Plot schematisch skizziert[5].
- Spektroskopie an elektronisch hochkorrelierter Materie insbesondere Systeme mit kolossalem Magnetowiderstand, Hochtemperatur-Supraleiter, frustrierte Magnete, Multiferroika oder Skyrmion-Kristalle. In seiner Gruppe wurden erstmals Elektromagnonen, eine neue Klasse von Anregungen in multiferroischen Materialien, entdeckt[6].
- Zudem beschäftigte sich Loidl in interdisziplinären Arbeiten zusammen mit Ressourcenstrategen und Wirtschaftswissenschaftlern auch verstärkt mit der Entwicklung ressourceneffizienter Materialien für die Technologien von Morgen[7][8].

## Schriften
Alois Loidl hat bisher (Stand Januar 2023) insgesamt ca. 820 Publikationen in referierten internationalen Wissenschaftsjournalen und Büchern veröffentlicht, darunter ca. 230 Beiträge zu Physical Review (hauptsächlich B und E) und ca. 70 Beiträge zu Physical Review Letters. Seine Arbeiten wurden mehr als 17000-mal zitiert und sein h-Index beträgt 80. Eine vollständige Liste aller Publikationen findet man unter der ORCID 0000-0002-5579-0746.
Wesentliche Veröffentlichungen von Alois Loidl:
1. V. Tsurkan, H.-A. Krug von Nidda, J. Deisenhofer, P. Lunkenheimer, and A. Loidl, On the complexity of spinels: Magnetic, electronic, and polar ground states, Physics Reports 929, 1 (2021).
2. S. Albert, Th. Bauer, M. Michl, G. Biroli, J.-P. Bouchaud, A. Loidl, P. Lunkenheimer, R. Tourbot, C. Wiertel-Gasquet, and F. Ladieu, Fifth-order susceptibility unveils growth of thermodynamic amorphous order in glass-formers, Science 352, 1308  (2016).
3. E. Ruff, S. Widmann, P. Lunkenheimer, V. Tsurkan, S. Bordács, I. Kézsmárki, and A. Loidl, Multiferroicity and skyrmions carrying electric polarization in GaV4S8, Science Advances 1, E1500916/1-8 (2015).
4. I. Kézsmárki, S. Bordács, P. Milde, E. Neuber, L. M. Eng, J. S. White, H. M. Rønnow, C. D. Dewhurst, M. Mochizuki, K. Yanai, H. Nakamura, D. Ehlers, V. Tsurkan, and A. Loidl, Néel-type Skyrmion lattice with confined orientation in the polar magnetic semiconductor GaV4S8, Nature Materials 14, 1116–23 (2015).
5. M. Enayat, Z. Sun, U.R. Singh, R. Aluru, S. Schmaus, A. Yaresko, Y. Liu, C. Lin, V. Tsurkan, A. Loidl, J. Deisenhofer, and P. Wahl, Real-space imaging of the atomic-scale magnetic structure of Fe1+yTe, Science 345, 653 (2014).
6. Zhe Wang, M. Schmidt, J. Fischer, V. Tsurkan, M. Greger, D. Vollhardt, A. Loidl, and J. Deisenhofer, Orbital-selective metal-insulator transition and gap formation above TC in superconducting Rb1-xFe2-ySe2, Nature Communications 5, 3202 (2014).
7. P. Lunkenheimer, J. Müller, S. Krohns, F. Schrettle, A. Loidl, B. Hartmann, R. Rommel, M. de Souza, C. Hotta, J.A. Schlueter, and M. Lang, Multiferroicity in an organic charge-transfer salt that is suggestive of electric-dipole driven magnetism, Nature Materials 11, 755 (2012).
8. S. Krohns, P. Lunkenheimer, S. Meissner, A. Reller, B. Gleich, A. Rathgeber, T. Gaugler, H.U. Buhl, D.C. Sinclair, and A. Loidl, Route to resource-efficient novel materials, Nature Materials 10, 899 (2011).
9. A. Pimenov, A.A. Mukhin, V.Yu. Ivanov, V.D. Travkin, A.M. Balbashov, and A. Loidl, Possible evidence for electromagnons in multiferroic manganites, Nature Physics 2, 97 (2006).
10. J. Hemberger, P. Lunkenheimer, R. Fichtl, H.-A. Krug von Nidda, V. Tsurkan, and A. Loidl, Relaxor ferroelectricity and colossal magnetocapacitive coupling in ferromagnetic CdCr2S4, Nature 434, 364 (2005).
11. B. Schiener, A. Loidl, R. Böhmer, and R.V. Chamberlin, Nonresonant Spectral Hole Burning in the Slow Dielectric Response of Supercooled Liquids, Science 274, 752 (1996).